# Budd Schulberg
Budd Schulberg (27 de março de 1914 - 5 de agosto de 2009) foi um roteirista, romancista e escritor estadunidense. Ele ganhou um Oscar por seu roteiro em Sindicato de Ladrões (1954). Filho de B. P. Schulberg, chefe de produção da Paramount Pictures nos anos 1920 e início dos anos 30, Schulberg entrou em cena literária em 1941, aos 27 anos, com seu primeiro romance, What Makes Sammy Run?.

## Filmes e filmes para TV, selecionados
- A Star Is Born (1937) - escritor não creditado
- Nothing Sacred (1937) - escritor não creditado
- On the Waterfront (1954) - história, roteiro
- The Harder They Fall (1956) - baseado em seu romance
- A Face in the Crowd (1957) - história, roteiro
- Wind Across the Everglades (1958) - roteiro, produtor, diretor não creditado